# Budești
Budești es una ciudad con estatus de oraș de Rumania en el distrito de Călărași.

## Geografía
Se encuentra a una altitud de 35 m s. n. m. a 40 km de la capital, Bucarest.

## Demografía
Según estimación 2012 contaba con una población de 8 689 habitantes.
| 1948 | 1956 | 1966 | 1977 | 1992   | 2002  | 2012  |
| s/d  | s/d  | s/d  | s/d  | 10 044 | 9 702 | 8 689 |